# Priest (Écosse)
Pour les articles homonymes, voir Priest.
Priest, en anglais Priest Island, en gaélique écossais Eilean a' Chlèirich, est une île du Royaume-Uni située en Écosse.